# El Llano (Udías)
El Llano es una localidad del municipio de Udías (Cantabria, España). En el año 2021 contaba con una población de 135 habitantes (INE). La localidad se encuentra a 136 metros de altitud sobre el nivel del mar, y a 1,5 kilómetros de la capital municipal, Pumalverde.